# Němětice
Němětice (nářečně též Nemetice) jsou obec v okrese Strakonice v Jihočeském kraji. Leží nad ústím potoka Peklov do říčky Volyňky zhruba 7,5 kilometru jižně od Strakonic. Něměticemi prochází silnice II/170. Žije zde 123 obyvatel.

## Historie
První písemná zmínka o vesnici pochází z roku 1315. V roce 1463 měli část vsi v zástavě potvrzené králem Jiřím z Poděbrad bratři Příšek a Jindřich z Čestic. Ve vesnici stávala na neznámém místě tvrz připomínaná pouze v roce 1698, když Jan Ferdinand Chřepický z Modliškovic prodával Němětice Bernardu Věžníkovi z Věžník. Tvrz zanikla před rokem 1733, ve kterém vesnici získala svatovítská kapitula a připojila ji k Volyni.

## Obyvatelstvo
| Rok            | 1869 | 1880 | 1890 | 1900 | 1910 | 1921 | 1930 | 1950 | 1961 | 1970 | 1980 | 1991 | 2001 | 2011 | 2021 |
| -------------- | ---- | ---- | ---- | ---- | ---- | ---- | ---- | ---- | ---- | ---- | ---- | ---- | ---- | ---- | ---- |
| Počet obyvatel | 198  | 205  | 188  | 200  | 201  | 203  | 185  | 159  | 147  | 129  | 139  | 115  | 111  | 116  | 113  |
| Počet domů     | 28   | 28   | 31   | 30   | 30   | 30   | 34   | 39   | 39   | 38   | 35   | 35   | 33   | 44   | 50   |

## Obecní správa
Mezi lety 1850–1869 Němětice patřily jako osada obce k Přechovicím v okrese Strakonice. V letech 1880–1960 Němětice byly obcí. V letech 1961–1990 patřily jako část obce k Nihošovicím a od 24. listopadu 1990 jsou opět samostatnou obcí.

### Obecní symboly
Znak a vlajka byly obci uděleny rozhodnutím předsedy Poslanecké sněmovny Parlamentu České republiky dne 11. července 2019.

## Pamětihodnosti
- Kaple na návsi
- Usedlost čp. 29
- Brána usedlosti čp. 2
- Hradiště Hradec u Němětic